# 山迪·柏格
萨缪尔·理查德·柏格（英語：Samuel Richard Berger，1945年10月28日—2015年12月2日），暱稱山迪·柏格（Sandy Berger，又譯桑迪·柏格或桑迪·伯格），生於美國紐約市，政治顧問。在美國總統比爾·柯林頓在任時，於1997年3月14日至2001年1月20日間出任美國國家安全顧問。

## 生平
出生於猶太人家庭。

## 荣誉

### 外国勋章奖章
- 旭日大绶章（日本，2015年11月3日公布[2]）